# Antennaria nordhageniana
Antennaria nordhageniana là một loài thực vật có hoa trong họ Cúc. Loài này được Rune & Rønning mô tả khoa học đầu tiên năm 1956.